# Рудатос (Белуно)
Рудатос (итал. Rudatos) је насеље у Италији у округу Белуно, региону Венето.
Према процени из 2011. у насељу је живело 29 становника. Насеље се налази на надморској висини од 998 м.